# Iouri Lioubimov
Pour les articles homonymes, voir Lioubimov.
Iouri Petrovitch Lioubimov (en russe : Юрий Петрович Любимов) (né le 30 septembre 1917 à Iaroslavl, en Russie et mort à Moscou le 5 octobre 2014) est un acteur et metteur en scène soviétique puis russe, fondateur du Théâtre de la Taganka. 

## Biographie
Le grand-père de Iouri Lioubimov est un koulak qui fuit à Moscou pour échapper à une arrestation lors de la collectivisation des terres. Le père de Lioubimov, Piotr Zakharovitch, est un marchand, qui travaille pour une société écossaise, et sa mère, Anna Alexandrovna, une institutrice mi-russe, mi-tsigane. Ses parents s'installent à Moscou en 1922 et les deux sont arrêtés. Le jeune Iouri étudie à l'Institut de l'énergie de Moscou. 
De 1934 à 1936, il est de la troupe du second Théâtre d'art de Mikhaïl Tchekhov. Au cours des années 1930, il fait également la rencontre du célèbre metteur en scène d'avant-garde Vsevolod Meyerhold. Il travaille pour l'Ensemble Chanson et Danse, où il rencontre et se lie d'amitié avec Dmitri Chostakovitch, Nikolaï Erdman et de nombreux autres artistes et intellectuels de son temps.
Après avoir servi dans l'armée soviétique pendant la Seconde Guerre mondiale, Lioubimov rejoint le Théâtre Vakhtangov, fondé par Evgueny Vakhtangov. En 1952, il reçoit le prix Staline. 
Lioubimov commence à enseigner en 1963 et fonde le Théâtre Taganka l'année suivante. Sous Lioubimov, le théâtre devient très populaire à Moscou, et compte dans sa troupe les acteurs Vladimir Vyssotski et Alla Demidova. En 1971, Hamlet de William Shakespeare devient une des productions-phares de ce théâtre. Longtemps un classique underground soviétique, le roman Le Maître et Marguerite de Mikhaïl Boulgakov est porté à la scène russe à la Taganka en 1977, dans une adaptation par Lioubimov.
Iouri Lioubimov décède le 5 octobre 2014, des suites d'une crise cardiaque.

## Distinctions
- Chevalier de l'ordre royal de l'Étoile polaire.

## Prix Europe pour le Théâtre - Premio Europa per il Teatro
En 2011, il a reçu un Prix Spécial du Jury du XIVe Prix Europe pour le théâtre, à Saint-Pétersbourg. L'organisation du prix a déclaré:
Un Prix Spécial peut être décerné aux personnalités qui se sont distinguées par l’engagement avec lequel elles ont su conjuguer, au plus haut niveau, leur expérience culturelle et/ou politique avec les idéaux européens et ceux de paix et de coexistence civile entre les peuples. Le Jury de la XIVe édition du Prix Europe pour le Théâtre a décerné à l’unanimité un Prix Spécial (...) au légendaire metteur en scène russe Jurij Petrovic Ljubimov, pour sa valeur artistique indiscutable et pour le rôle déterminant qu’il a joué avec le Théâtre Taganka durant la phase délicate de la perestroïka ayant marqué le passage de l’Union Soviétique à la Russie contemporaine.

## Filmographie partielle
- 1946 : Robinson Crusoé (Робинзон Крузо) d'Aliaksandr Andryewski : Vendredi
- 1948 : Mitchourine (Мичурин) de Alexandre Dovjenko : traducteur
- 1949 : Les Cosaques de Kouban (Кубанские казаки) de Ivan Pyriev : Andreï
- 1952 : Le Compositeur Glinka (Композитор Глинка) de Grigori Alexandrov : Alexandre Dargomyjski
- 1953 : Belinski (Белинский) de Grigori Kozintsev : médecin
- 1963 : Cain XVIII (Каин XVIII) de Nadejda Kocheverova : premier ministre

## Film sur Iouri Lioubimov
- 1991 : Enfants de chiennes (Сукины дети) de Leonid Filatov